# Zentropa
Zentropa Productions er et dansk film- og produktionsselskab.
Navnet Zentropa stammer fra togselskabet i filmen Europa, som lagde grundstenen for samarbejdet mellem instruktør Lars von Trier og producer Peter Aalbæk Jensen, som grundlagde filmselskabet Zentropa i 1992. Zentropa startede sin eksistens i Ryesgade og efter utallige udvidelser på ejendommens etager måtte selskabet sande, at pladsen var for trang. Den 1. januar 1999 flyttede Zentropa derfor til Avedøre kaserne og skabte sammen med en række andre filmselskaber Filmbyen. Igennem de sidste år har Zentropa produceret mere end 70 spillefilm og har siden 1994 været det største og mest succesfulde produktionsselskab i Skandinavien. Lars von Trier og Peter Aalbæk Jensen deler sammen 25% af Zentropa, en anden del på 25% ejes af medarbejdere og andre tætte tilhængere af firmaet. De sidste 50% blev købt af Nordisk Film i februar 2008.
Zentropas fokusområde er at producere kvalitetsfilm for et internationalt publikum, men man laver også lavbudgetfilm og tager del i skandinaviske, europæiske og amerikanske co-produktioner.
Zentropa har derudover udvidet sine aktiviteter, så det også inkluderer reklamer, dokumentarfilm, underholdningsprogrammer og udvikling indenfor multimedia projekter.
Fordi Zentropa ofte deltager i internationale co-produktioner, har de gennem tiden udviklet gode relationer til store virksomheder over hele Europa og er samtidig medejere af flere produktionsselskaber i Europa.
Zentropa fik sit internationale gennembrud med Breaking the Waves af Lars von Trier som i 1996 vandt juryens pris i Cannes og indtjente $30 millioner på verdensplan. Fire år senere i 2000 vandt en anden Lars von Trier-film, Dancer in the Dark, Den Gyldne Palme i Cannes

## Særpræg
Zentropa havde sin kunstneriske storhedstid i 90'erne, hvor selskabet fulgte sin egen kurs og brød med en række af filmbranchens mest fasttømrede konventioner, bl.a. i form a Dogme95, der udfordrer det konventionelle filmsprog, og ved oprettelsen af Puzzy Power, som producerede pornofilm for kvinder. Zentropa blev også kendt for en usædvanlig struktur uden styring ovenfra.

### Dogme95
Lars von Trier og Zentropa er kendt for Dogmemanifestet fra 1995, som forlanger, at instruktøren skal nedlægge et løfte, "the vow of chastity" (dansk: kyskhedsløftet) om at overholde 10 faktorer som bl.a. kun at bruge håndholdt kamera og samt afholde sig fra underlægningsmusik og kunstigt lys i filmene. Mange af filmene har opnået stor succes: Thomas Vinterbergs "Festen" (1998), Lars von Triers "Idioterne" (1998), Søren Kragh-Jacobsens "Mifunes Sidste Sang" (1999), Lone Scherfigs "Italiensk for begyndere" (2000), Susanne Biers "Elsker dig for evigt" (2002) og Annette K. Olesens "Forbrydelser" (2004).

## Nye tider
Efter årtusindskiftet blev Zentropa i stigende grad offer for sin egen succes, med store budgetter og afhængighed af internationale co-produktionsaftaler. Peter Aalbæk Jensen indrømmer f.eks. i Thomas Vilhelms bog "Filmbyen", at det var pres fra engelske investorer, der fik Zentropa til at stoppe produktionen af erotiske film. Det var åbenbart også nødvendigt for selskabet at falde på knæ for den voksende nypuritanisme. Denne udvikling kulminerede med produktionen af den moralske selvtægtsfantasi Princess (2006), hvor en præst går til angreb på pornobranchen med bomber og automatvåben. Efter dette markante opgør med tidligere værdier fusionerede Zentropa med det konventionelt pæne mainstreamfirma Nordisk Film.

## Selskaber
Zentropas dvd-afdeling hedder Electric Parc og har bl.a. produceret den prisbelønnede dvd-boks med Europa-trilogien.

## Udvalg af film
| - Lars von Triers Europa (1991) - Lars von Triers Riget (1994) - Lars von Triers Breaking the Waves (1996) - Lars von Triers Riget II (1997) - Knud Vesterskovs Constance (1998) - Lisbeth Lynghøfts Pink Prison (1999) - Knud Vesterskovs HotMen CoolBoyz (2000) - Lone Scherfigs Italiensk for begyndere (2000) - Lars von Triers Dancer in the Dark (2000) - Jesper W. Nielsens Okay (2002) - Lars von Triers Dogville (2003) - Thomas Vinterbergs It's all about love (2003) - Jørgen Leths De fem benspænd (2003) - Susanne Biers Brødre (2004) | - Niels Arden Oplevs Ørnen: En krimi-odyssé (2004) - Jessica Nilssons All About Anna (2005) - Lars von Triers Manderlay (2005) - Thomas Vinterbergs Dear Wendy (2005) - Anders Morgenthalers Princess (2006) - Lars von Triers Direktøren for det hele (2006) - Daniel (2008) - Velsignelsen (2009) - Susanne Biers Hævnen (2010) - Klovn: The Movie (2010) - Mads Brüggers Ambassadøren (2011) - Nikolaj Arcels En kongelig affære (2012) |

## Ekstern henvisning
- Zentropas hjemmeside
- Zentropa på Filmdatabasen

55°38′2.6″N 12°26′50.24″Ø / 55.634056°N 12.4472889°Ø